# Società promotrice di belle arti (Genova)

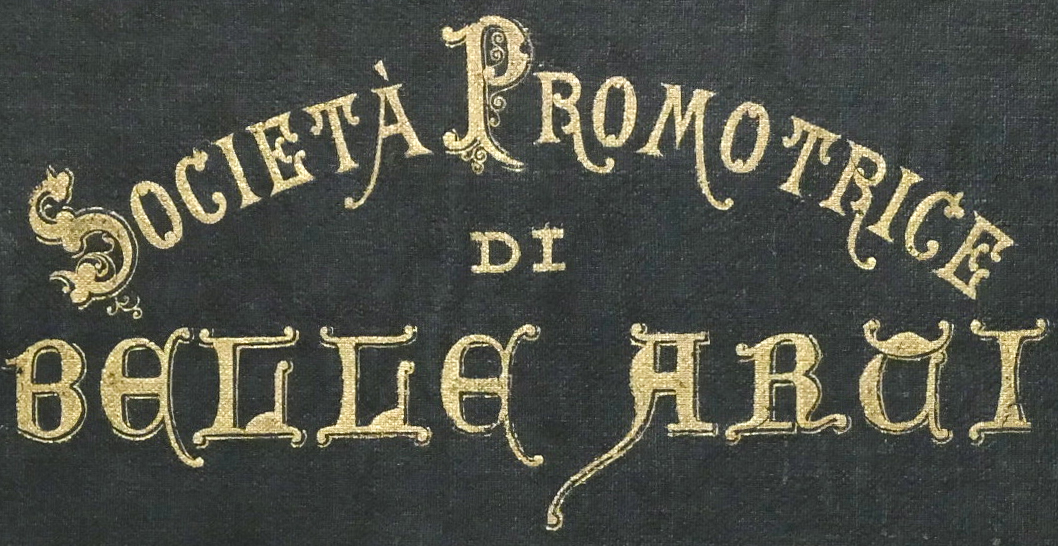
Il logo inciso sul frontespizio della XIX esposizione del 1870

La Società promotrice di belle arti, nota anche come promotrice, è una associazione senza scopo di lucro italiana, fondata nel 1849 a Genova, le cui esposizioni hanno avuto particolare rilievo nella scuola grigia fra il XIX e il XX secolo. Con il nome di promotrici sono comunemente conosciute anche le esposizioni stesse.

## Storia
La società fu fondata il 12 gennaio 1849 dall'abate Boselli e dal numismatico Giovanni Cristoforo Gandolfi, sotto gli auspici del principe Carlo Alberto di Savoia e coi finanziamenti dei Doria Pamphili, con lo scopo di promuovere l'animato movimento pittorico ligure. Già con la prima mostra del settembre 1850 furono ospitati artisti di provenienza e rilievo nazionale e internazionale, con un totale di 174 opere per 82 artisti. Fra questi, i locali Niccolò Barabino, Domenico Cambiaso, Giuseppe Isola, Tammar Luxoro, Marcello Baschenis ma anche Giuseppe Palizzi, Carlo Ademollo, Carlo Felice Biscarra, oltre a pittori francesi ed elvetici delle scuole di Barbizon e Calame, inglesi, olandesi, ungheresi, polacchi. Successivamente le esposizioni si spostarono presso le sale del foyer del Teatro Carlo Felice.
Fra i soci illustri della società, a cui si partecipava con la corresponsione di una quota, e che divennero più di 800 sulla fine del XIX secolo, vi furono il re d'Italia, i reali di Spagna, i marchesi Spinola, Pallavicini, Doria Pamphili, Sauli, Serra, Giuseppe Verdi, Romanengo.
Le varie esposizioni diventarono negli anni occasione di incontro culturale fra i partecipanti e anche uno dei principali eventi mondani dell'anno, ospitando pittori della scuola pittorica ligure e da tutta Italia, fra cui Giovanni Segantini, Angelo Dall'Oca Bianca, Lorenzo Delleani, Giuseppe Pellizza da Volpedo, Giovanni Fattori, Plinio Nomellini.
A cavallo fra i due secoli, importante spazio fu dato alla modernità della scuola grigia, specializzata nel dipinto del vero. In occasione del quattrocentenario dalla scoperta dell'America, l'esposizione del 1892 si tenne presso il Palazzo delle Belle Arti, esponendo 1124 opere, e ampliando la platea anche alla scultura e alla fotografia.
L'attività fu florida e costante sino al 1941, quando, a causa della seconda guerra mondiale, le mostre della Società furono sospese. Durante gli eventi bellici, il teatro Carlo Felice presso cui si svolgevano gli eventi fu colpito due volte rimanendo parzialmente distrutto. Solo nel 1951 la Società poté riprendere le attività, spostandosi al Teatro del Falcone, ed esponendo, fra gli altri, Emilio Scanavino, Giannetto Fieschi, Bruno Cassinari, Umberto Lilloni, Raimondo Sirotti, Aurelio Caminati. Dopo il successivo spostamento presso Palazzo Rosso, nel 1962 le attività furono nuovamente sospese, per riprendere trent'anni dopo, nel 1992, inaugurando la 93ª mostra della società presso il Palazzo Ducale di Genova.
La società ha sede nel centro storico di Genova, nella piazza San Donato, di fronte alla omonima chiesa.